# دلغرك (مقاطعة تشرام)
دلغرك (بالفارسية: دلگرک) هي قرية تقع في قسم بشتة ذيلايي الريفي (مقاطعة تشرام) في إيران. يقدر عدد سكانها بـ 34 نسمة بحسب إحصاء 2016.